# Фигероа, Брайан
Брайан Эдуардо Фигероа Флорес (исп. Brian Eduardo Figueroa Flores; 28 мая 1999, Мехико, США) — мексиканский футболист, полузащитник клуба УНАМ Пумас.

## Клубная карьера
Фигероа — воспитанник клуба УНАМ Пумас. 23 июля 2017 года в матче против «Пачуки» он дебютировал в мексиканской Примере. 27 сентября 2018 года в поединке Кубка Мексики против «Гвадалахары» Брайан забил свой первый гол за УНАМ Пумас.